# Monaster Objawienia Pańskiego w Moskwie

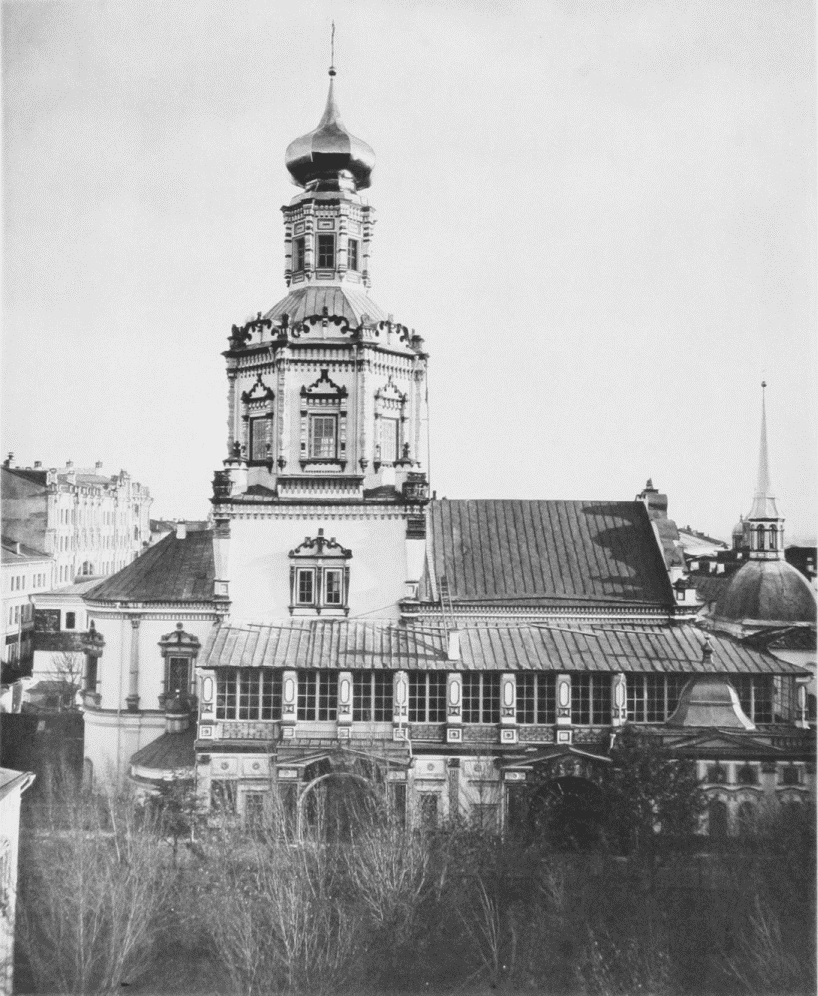
Widok monasteru w 1882

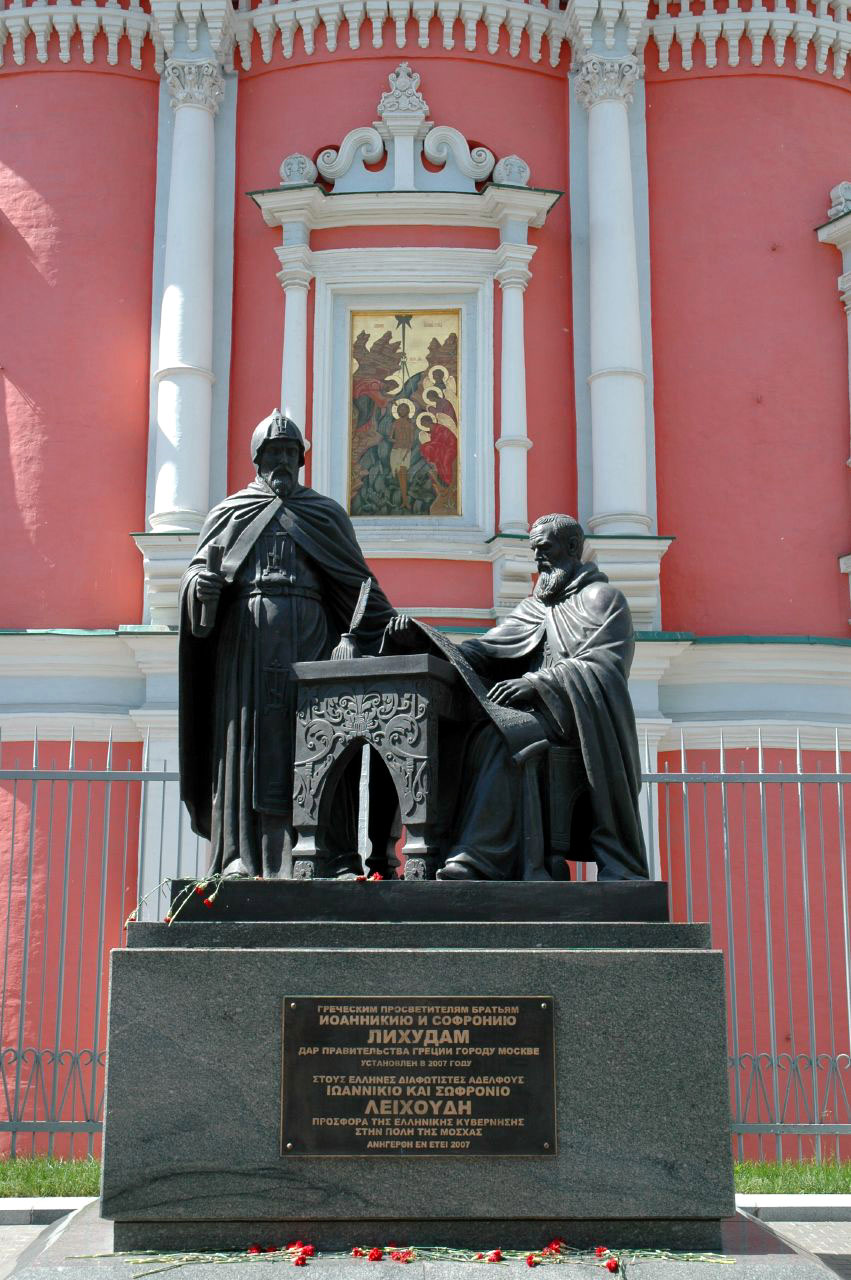
Pomnik Sofroniusza i Joannicjusza (Lichudów) na terenie klasztoru

Monaster Objawienia Pańskiego – prawosławny męski klasztor w Moskwie założony w 1296 i działający do 1929. W 1991 Rosyjski Kościół Prawosławny odzyskał jedną z dawnych cerkwi monasterskich, która od tego czasu jest świątynią parafialną, w strukturach dekanatu Iwerskiej Ikony Matki Bożej eparchii moskiewskiej miejskiej.

## Historia

### XIII–XVII w.
Monaster ufundował w 1296 książę moskiewski Daniel. Jednym z pierwszych ihumenów monasteru był mnich Stefan, brat Sergiusza z Radoneża. W końcu XIII w. i na początku kolejnego stulecia na potrzeby wspólnoty został wzniesiony pierwszy sobór, zbudowany z drewna. W 1342 zastąpiono go świątynią murowaną z kamienia. W 1451 klasztor uległ całkowitemu zniszczeniu w czasie najazdu Złotej Ordy na Moskwę. Jego odbudowę współfinansował Wasyl II Ślepy. Również jego następca Iwan III przekazywał mnichom dary, polecając im modlić się za dusze zmarłych członków rodziny panującej oraz za zdrowie władcy. Przekazał także klasztorowi nadania ziemskie. W tym samym czasie w kompleksie budynków monasterskich wzniesiono ceglany refektarz.
Monaster został zniszczony ponownie w 1547 w czasie pożaru i w 1571, gdy na Moskwę najechał Dewlet Girej. Po tym wydarzeniu klasztor odbudował Iwan Groźny. Ten sam władca uwięził w monasterze metropolitę moskiewskiego Filipa II, sprzeciwiającego się jego polityce, a także nakazywał mnichom modlić się za dusze osób straconych za jego panowania. Kolejne dary klasztor otrzymał od cara Borysa Godunowa, jak również od osób prywatnych.
W czasie walk polsko-rosyjskich o Moskwę w 1611, podczas starć w Kitaj-gorodzie, monaster został zniszczony i rozgrabiony. Jego odbudową zajmowali się Romanowowie. Monaster cieszył się znacznym autorytetem, a jego przełożeni brali udział w koronacjach carskich i w ceremoniach intronizacji patriarchy moskiewskiego i całej Rusi.
W 1685 na terenie monasteru otwarta została Akademia Słowiańsko-Grecko-Łacińska. Szkoła znajdowała się w murach klasztoru tymczasowo, natomiast planowano uczynić klasztor stałym miejscem pobytu jej słuchaczy i wykładowców. Na pamiątkę funkcjonowania placówki przy cerkwi monasterskiej znajduje się pomnik jej twórców, braci i mnichów Joannicjusza i Sofroniusz (Lichudów).
W latach 1693–1696 na miejscu starszego soboru monasterskiego powstała kolejna cerkiew pod tym samym wezwaniem, w stylu baroku naryszkińskiego.
Monaster był miejscem pochówków członków najznaczniejszych moskiewskich rodzin bojarskich.

### XVIII–XIX w.
Od końca XVIII w. monaster był siedzibą jednego z wikariuszy eparchii moskiewskiej. W 1764, na polecenie Katarzyny II, majątek klasztorny, podobnie jak mienie pozostałych wspólnot monastycznych w Rosji, został upaństwowiony.
Po inwazji francuskiej na Moskwę monaster został zajęty przez wojska francuskie, a jeden z napoleońskich marszałków uczynił z niego swoją rezydencję. Uchroniło to wspólnotę przed całkowitym rozgrabieniem. W kolejnych dziesięcioleciach do rozbudowy i upiększenia klasztoru szczególnie przyczynił się biskup dmitrowski Tryfon.

### XX wiek
Po rewolucji październikowej mnisi klasztoru Objawienia Pańskiego zarejestrowali wspólnotę jako komunę pracy, by móc nadal żyć wspólnie w dotychczasowych budynkach. Dzięki temu, chociaż klasztor został formalnie zlikwidowany w 1919, de facto nadal funkcjonował przy cerkwiach, które pozostały czynne jako parafialne. W 1922 z cerkwi Objawienia Pańskiego wywieziono cenne elementy wyposażenia w ramach konfiskaty majątku Rosyjskiego Kościoła Prawosławnego.
Monaster pozostawał czynny do 1929, gdy został zamknięty przez władze radzieckie i zaadaptowany na cele świeckie. Wrota klasztorne z cerkwią nadbramną i dzwonnicą rozebrano. W dolnej cerkwi głównego soboru rozlokowano magazyn, następnie pomieszczenia przejął cech metalowców. W górnej cerkwi znajdował się początkowo internat, a następnie drukarnia. Budowlę częściowo odrestaurowano w latach 80. XX wieku, a następnie przekazano chórowi im. A. Swiesznikowa z przeznaczeniem na salę prób i salę koncertową.
Ocalały sobór Objawienia Pańskiego został zwrócony Cerkwi w 1991. W tym samym roku powtórnie wyświęcono dwa znajdujące się w nim ołtarze na dolnym poziomie świątyni: św. Aleksego metropolity moskiewskiego oraz Kazańskiej Ikony Matki Bożej. W 1998 wyświęcono natomiast ołtarz główny.

## Związani z monasterem
Życie monastyczne w klasztorze rozpoczynał późniejszy metropolita kijowski Aleksy. Również w tej wspólnocie wieczyste śluby mnisze złożył późniejszy święty biskup i nowomęczennik Serafin (Ostroumow).
W latach 1916–1922 w klasztorze żył mnich Leoncjusz (Stasiewicz), w późniejszych latach więzień radzieckich łagrów, ogłoszony świętym wyznawcą.